# R. Holland Duell
Rodolphus Holland Duell, född 20 december 1824 i Warren, New York, död 11 februari 1891 i Cortland, New York, var en amerikansk republikansk politiker. Han var ledamot av USA:s representanthus 1859–1863 och 1871–1875.
Duell studerade juridik och inledde 1845 sin karriär som advokat i Fabius. Två år senare flyttade han till Cortland. Han var åklagare i Cortland County 1850–1855 och därefter domare i samma county 1855–1859. År 1859 efterträdde han Henry Bennett som kongressledamot och efterträddes 1863 av Francis Kernan. År 1871 gjorde han sedan comeback som kongressledamot. Fyra år senare lämnade han representathuset och efterträddes av William H. Baker.
Duell avled 1891 och gravsattes på Cortland Rural Cemetery i Cortland.